# Иоан Кантакузино
Иоан Александр Кантакузино (молд. и рум. Иоан Александру Кантакузино, Ioan Alexandru Cantacuzino; 24 января 1829—1897, Бухарест) — каймакам Молдавии (20 октября 1858 — 5 января 1859). Сторонник создания единого Румынского государства.

## Биография
Представитель румынского рода Кантакузино, из которого происходили многие господари Молдавии и Валахии.
Сын Александра Кантакузино (1786—1832) и Елизаветы Кантакузино-Деляну.
Получил образование в Женеве в институте Рудольфа Тёпфера и в Париже, где изучал физику и математику, затем путешествовал по Америке. В 1857 году получил должность министра.
С 20 октября 1858 по 5 января 1859 года Иоан Кантакузино был одним из трёх каймакамов Молдавского княжества.
После объединения княжества и создания единого Румынского государства Иоан Кантакузино был министром финансов (февраль-апрель 1870).
Дипломатический представитель Румынии в Париже (1870) и Белграде (1872), затем был генеральным директором театров Румынии. В 1878 году ушёл из политической жизни.
Иоан Кантакузино был первым переводчиком на румынский язык в 1880 году «Афоризмы житеской жизни» Артура Шопенгауэра.
Скончался в Бухаресте в 1897 году.
Был женат на Зое Стурдза, от брака с которой у него были дети.